# Gonzalo Higuaín
Gonzalo Gerardo Higuaín (AFI: [ɡõnˈsa.lo iɣwaˈin]; Brest, 10 dicembre 1987) è un ex calciatore argentino, di ruolo attaccante. Con la nazionale argentina è stato vicecampione del mondo nel 2014 e vicecampione d'America nel 2015 e nel 2016.
Ritenuto uno degli attaccanti più prolifici della sua generazione, con 36 reti nel corso del campionato 2015-16, ha stabilito il record di reti segnate in Serie A in una singola stagione, superando di una marcatura il precedente primatista Gunnar Nordahl, e venendo eguagliato da Ciro Immobile nella stagione 2019-20. Il suo trasferimento dal Napoli alla Juventus, avvenuto nel luglio 2016 per 90 milioni di euro, è stato all'epoca il più costoso nella storia della Serie A.
In carriera ha conquistato tre campionati spagnoli (2006-07, 2007-08, 2011-12), due Supercoppe spagnole (2008 e 2012) e una Coppa di Spagna (2010-11) con il Real Madrid, una Coppa Italia (2013-14) e una Supercoppa italiana (2014) con il Napoli, tre campionati italiani (2016-17, 2017-18 e 2019-20) e due Coppe Italia (2016-17 e 2017-18) con la Juventus, una UEFA Europa League (2018-19) con il Chelsea.
Ha totalizzato 75 presenze con la nazionale argentina, della quale è il sesto calciatore assoluto sia nel computo totale dei gol realizzati (31) sia per quanto riguarda le marcature nei campionati del mondo (5).

## Biografia
È figlio d'arte: il padre Jorge, ex difensore, ha trascorso quasi per intero la propria carriera in Argentina, tranne un anno nel Brest; Gonzalo nacque nell'omonima città francese proprio nel corso di quell'anno. Sua madre, Nancy Zacarías (1957-2021) era una artista e pittrice di origini palestinesi. Ha tre fratelli, Nicolás, Lautaro e Federico; quest'ultimo era anch'egli un calciatore professionista e giocava insieme a lui all'Inter Miami.
È soprannominato El Pipita, nomignolo che trae origine dal soprannome del padre, detto El Pipa per via del naso pronunciato.
Trascorre i primi mesi della sua infanzia in Francia, quindi fa ritorno in terra argentina poiché il padre viene ingaggiato dal River Plate. All'età di 10 mesi viene ricoverato per venti giorni in ospedale a causa di una meningite fulminante, curata appena in tempo, ed è costretto per diversi anni ad assumere quotidianamente dei medicinali per eliminare ogni traccia della malattia.
Nel 1998 tornò per breve tempo in Francia, quando accompagnò il padre impegnato in una ricerca di giovani talenti per conto dell'allora commissario tecnico della nazionale argentina, Daniel Passarella. Sarebbe stato proprio lo stesso Passarella, otto anni dopo, a concedere al giovane Higuaín una maglia da titolare e l'occasione di mettersi in mostra con il River.

## Caratteristiche tecniche
«Attaccante d'area di rigore», forte fisicamente e abile con entrambi i piedi. Oltre ad essere un eccellente finalizzatore, era propenso ai ripiegamenti a centrocampo, con cui contribuiva alla fase difensiva; era inoltre dotato di un'ottima visione di gioco, che gli consentiva di risultare decisivo anche come uomo assist. Pur essendo in possesso di buoni mezzi tecnici, era più concreto che elegante. Dinamico e determinato, aveva nell'emotività il suo principale punto debole.
Diego Armando Maradona ha affermato di rivedere in Higuaín alcune caratteristiche dei connazionali Hernán Crespo e Gabriel Batistuta, definendolo un attaccante completo e abile nei movimenti smarcanti.

## Carriera

### Club

#### Gli esordi e il River Plate
Dopo essere rientrato dalla Francia insieme alla sua famiglia, Higuaín muove i primi passi in ambito calcistico tra le file del C.A. Palermo, club dell'omonimo quartiere di Buenos Aires, da cui il River Plate lo acquista all'età di 10 anni.
Dopo aver effettuato la trafila delle giovanili, a 17 anni il tecnico Leonardo Astrada lo fa debuttare in prima squadra il 29 maggio 2005 nella sconfitta interna per 1-2 contro il Gimnasia (LP) al Monumental. In questo scorcio di stagione colleziona altre 3 presenze.
Poco utilizzato dal successivo tecnico del River Plate, Reinaldo Merlo, trova spazio con maggiore continuità con l'approdo di Daniel Passarella alla guida tecnica del River Plate. Realizza la prima rete il 12 febbraio 2006 nel 3-1 ai danni del Banfield, mentre in Coppa Libertadores realizza una doppietta contro il Corinthians, decisiva nel 3-2 finale a favore del River Plate.
Il River Plate cede quindi il 50% del suo cartellino al club svizzero del Locarno, espressione di un gruppo di investitori internazionali, per circa 8 milioni di dollari. Autore di cinque reti nel torneo di Apertura 2006, l'8 ottobre 2006, con una doppietta guida il River Plate alla vittoria per 3-1 nel Superclásico contro il Boca Juniors.

#### Real Madrid

##### 2006-2009: i due campionati consecutivi e la prima Supercoppa spagnola
(Ramón Calderón, allora presidente del Real Madrid, al momento della presentazione di Higuaín alla stampa internazionale)

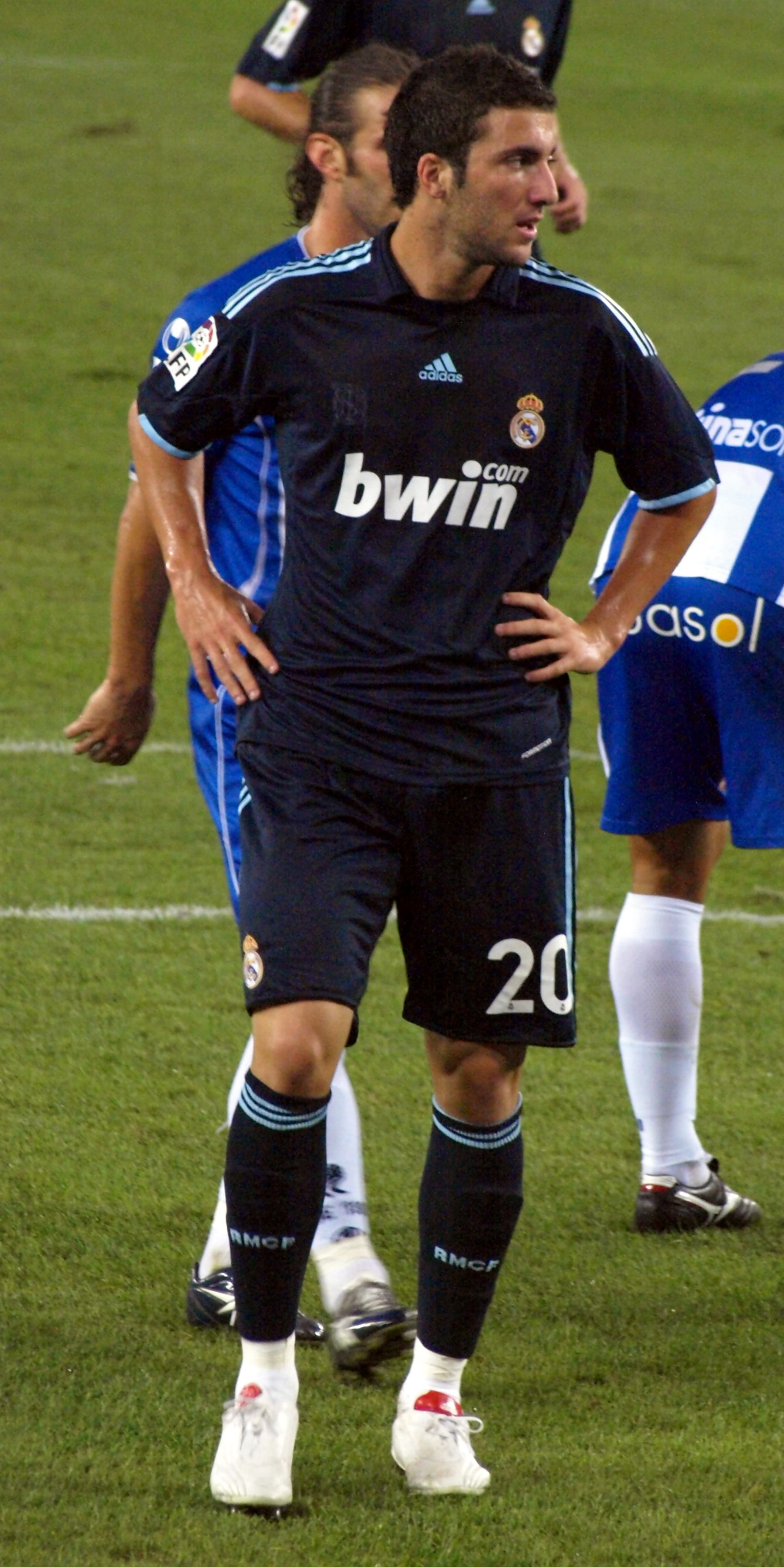
Higuaín al Real Madrid nella stagione 2009-10.

Le ottime prestazioni con la maglia del River Plate proiettano l'attaccante argentino in Europa e il 14 dicembre 2006, pochi giorni dopo aver compiuto 19 anni, viene acquistato a titolo definitivo dal Real Madrid per la cifra di 13 milioni di euro, su indicazione dell'allenatore Fabio Capello, firmando un contratto di sei anni e mezzo a decorrere dal gennaio seguente.
Debutta con il Real Madrid l'11 gennaio 2007 nella gara di Coppa del Re contro il Betis, valida per gli ottavi di finale e terminata 0-0, disputando l'intera partita. Firma la prima rete il 24 febbraio seguente nel derby contro l'Atlético Madrid, realizzando il gol del definitivo 1-1 all'Estadio Vicente Calderón. Tre giorni prima aveva esordito nella massima competizione europea, la Champions League, partendo da titolare nella gara contro il Bayern Monaco, valida per l'andata degli ottavi di finale e vinta dal Real Madrid per 3-2. In campionato realizza il secondo gol siglando il definitivo 4-3 ai danni dell'Espanyol decisivo nella conquista del titolo spagnolo.
Nella stagione seguente, con il nuovo allenatore Bernd Schuster alla guida del Real Madrid, stenta a trovare continuità di prestazioni, chiuso da Raúl e van Nistelrooij, con il tecnico tedesco che lo schiera sovente anche fuori ruolo, dichiarando di "non sapere dove metterlo" e arrivando a dubitare soprattutto delle reali capacità realizzative del giocatore. Vince nuovamente il campionato facendo registrare 8 reti in 25 partite.
Con l'avvento in panchina di Juande Ramos riesce finalmente a trovare continuità d'impiego e un rendimento di altissimo profilo. Il 24 agosto 2008 vince la Supercoppa di Spagna siglando il gol del momentaneo 4-1 ai danni del Valencia nella gara di ritorno al Santiago Bernabéu (la partita si sarebbe poi conclusa 4-2 in favore dei Blancos). In questa stagione, complice un grave infortunio occorso a van Nistelrooij, consolida il suo ruolo nell'undici titolare del Real Madrid e riesce a trovare continuità d'impiego e un rendimento d'alto profilo. Il 26 ottobre realizza la sua prima doppietta stagionale, sempre in Liga, contribuendo al 3-2 finale nella gara contro l'Athletic Bilbao. L'8 novembre realizza invece la sua prima quaterna in carriera ai danni del Malaga. In totale realizza 22 reti e 9 assist in 35 partite, affermandosi come miglior marcatore stagionale della squadra.

##### 2009-2011: il successo nella Copa del Rey 2011

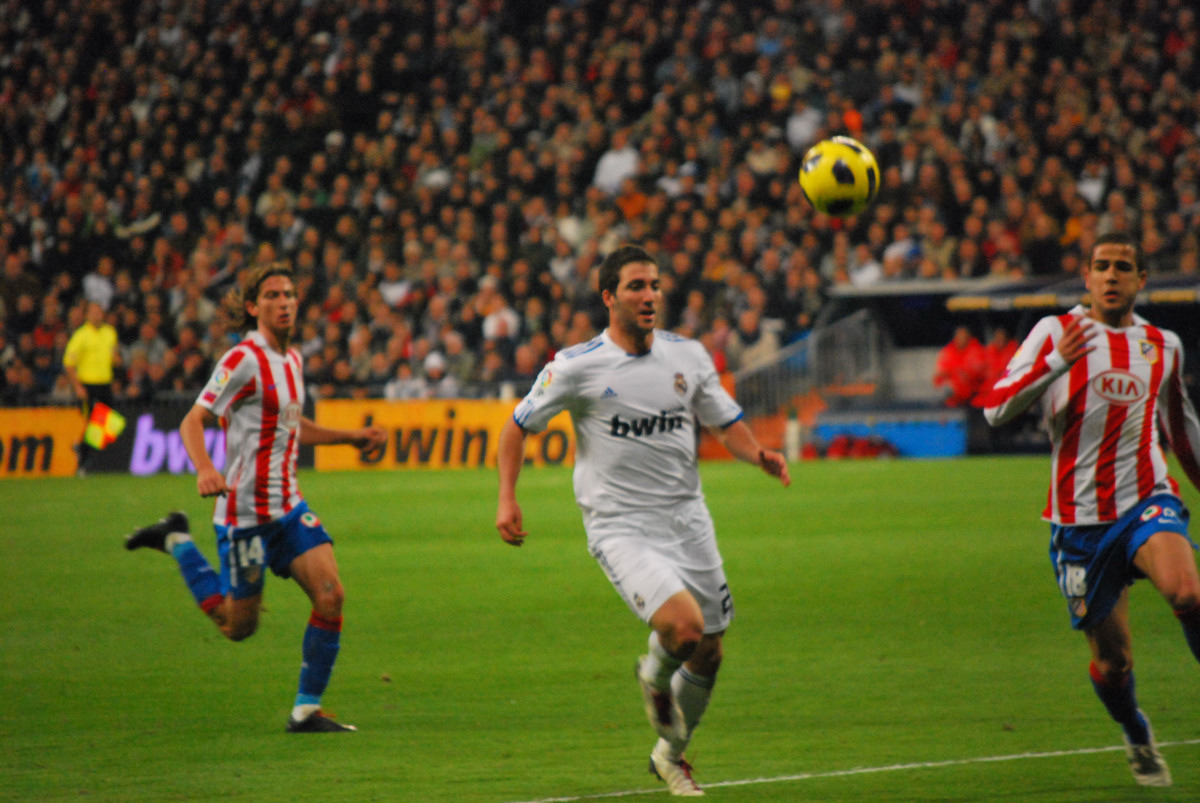
Higuaín durante un derby di Madrid della stagione 2010-11.

Nel campionato 2009-10 arriva il cileno Manuel Pellegrini come nuovo allenatore del Real Madrid, con cui l'attaccante argentino instaura un buon rapporto. Il 14 marzo 2010 segna una tripletta nella gara di ritorno contro il Real Valladolid. A fine stagione si conferma miglior cannoniere del Real Madrid con 27 reti, una in più del nuovo compagno di squadra Cristiano Ronaldo, grazie alle quali è anche vice-capocannoniere della Liga alle spalle di Lionel Messi, che ne sigla 34. Nell'intera stagione mette a segno 29 reti in 40 partite tra campionato e coppe.
Il 7 giugno 2010 rinnova il contratto con il Real Madrid fino al 2016, anche se con l'arrivo dell'allenatore portoghese José Mourinho sulla panchina del Real Madrid viene utilizzato con meno continuità.
Il 3 novembre entra nella storia del club spagnolo siglando, ai danni del Milan, la rete numero 700 del Real Madrid nella massima competizione europea, prima squadra a raggiungere tale cifra per quanto concerne i gol realizzati. L'11 gennaio 2011 viene sottoposto a un intervento chirurgico per la rimozione di un'ernia del disco, operazione che lo tiene lontano dai campi di gioco per tre mesi. Il 20 aprile, pur non scendendo in campo, conquista la sua prima Coppa del Re, superando in finale il Barcellona 1-0 al termine dei supplementari. Al termine dell'annata segna 13 gol in 25 presenze tra campionato e coppe.

##### 2011-2013: la vittoria della Liga e la seconda Supercoppa spagnola

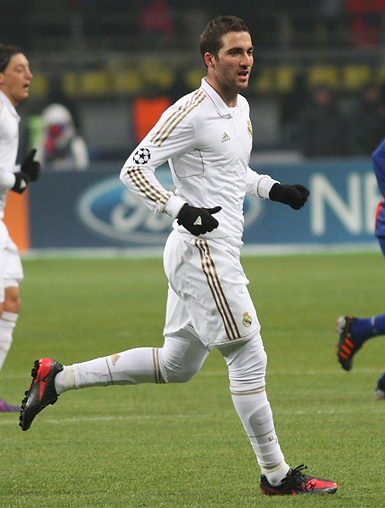
Higuaín nella stagione 2011-12.

Il 24 marzo 2012 raggiunge quota 100 gol con il Real Madrid. Il 21 aprile il Real Madrid conquista la Liga battendo 2-1 il Barcellona al Camp Nou. Higuaín conclude la stagione siglando 22 reti, riprendendosi il posto in squadra dopo che l'anno precedente era stato utilizzato da Mourinho con scarso minutaggio. Con Benzema (21 reti) e Cristiano Ronaldo (46) forma in questa stagione il tridente d'attacco più prolifico nella storia del Real Madrid e della Liga spagnola.
Il 29 agosto 2012 Higuaín si aggiudica la Supercoppa di Spagna ai danni del Barcellona, aprendo le marcature nella gara di ritorno a Madrid, terminata 2-1 per i padroni di casa, i quali si aggiudicano il trofeo in virtù della regola dei gol fuori casa.
Alternatosi a Benzema nel ruolo di titolare, a fine stagione esprime, di comune accordo con la società, la volontà di lasciare il Real, che lascia dopo sei stagioni e mezzo con sei trofei vinti, 264 partite giocate e 121 reti realizzate.

#### Napoli

##### 2013-2015: Coppa Italia e Supercoppa italiana
Il 27 luglio 2013 viene acquistato a titolo definitivo dal Napoli per 37 milioni di euro più 3 di bonus. Sceglie la maglia numero 9.

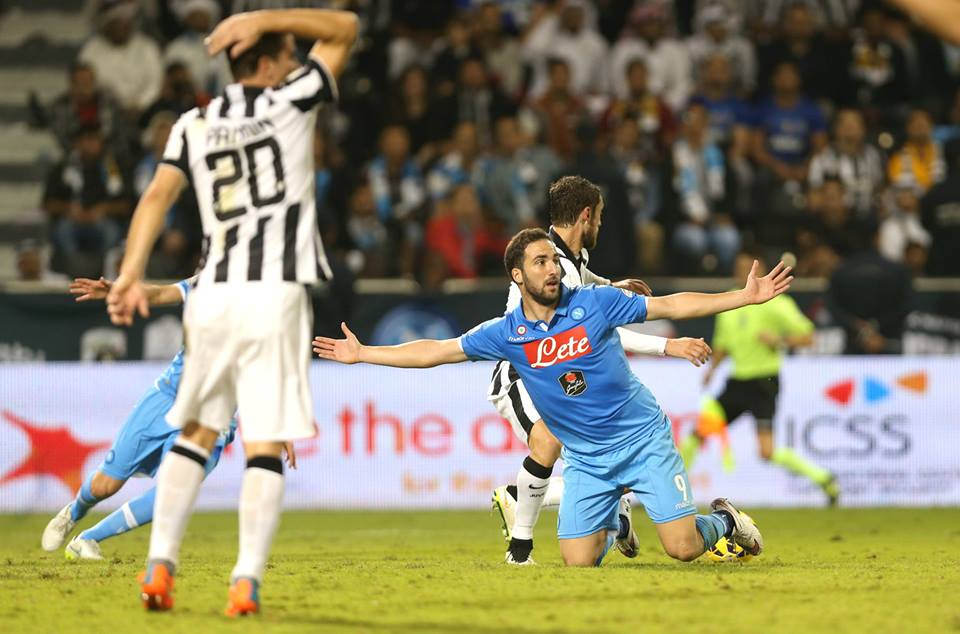
Higuaín con la maglia del Napoli, in un frangente della Supercoppa italiana 2014.

Esordisce con il Napoli e nel campionato italiano il 25 agosto contro il Bologna. Mette a segno la sua prima rete in campionato la settimana seguente contro il Chievo. Il 3 maggio 2014 seguente vince il suo primo trofeo con il Napoli, conquistando la Coppa Italia, superando nella finale dello Stadio Olimpico di Roma la Fiorentina per 3-1. Conclude la stagione con 24 reti in 46 presenze tra campionato e coppe, risultando il capocannoniere stagionale della propria squadra.
Il 22 dicembre si aggiudica ai tiri di rigore la Supercoppa italiana contro la Juventus, dopo che i tempi regolamentari e supplementari erano terminati sul 2-2: nel corso dell'incontro Higuaín si era peraltro reso autore di una doppietta.
In merito a un episodio verificatosi il 10 maggio 2015 al termine del pareggio 2-2 contro il Parma, Higuaín, infastidito da una presunta perdita di tempo, pronuncia frasi ingiuriose all'indirizzo della squadra emiliana; il giudice sportivo Gianpaolo Tosel gli commina quindi una multa di 10 000 euro.

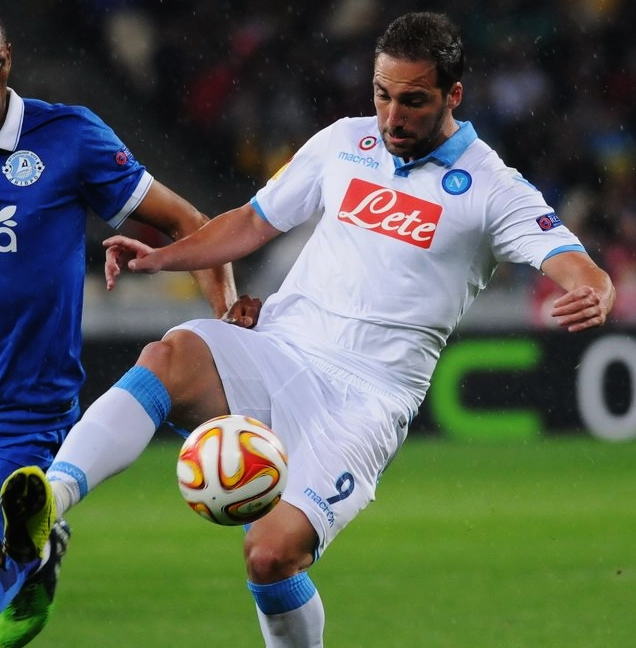
Higuaín in azione contro il nelle semifinali di UEFA Europa League 2014-2015

Il 31 maggio al San Paolo, nell'ultima gara di campionato contro la Lazio, decisiva per la qualificazione ai preliminari di Champions League, realizza la doppietta che vale la rimonta da 0-2 a 2-2, fallendo tuttavia il rigore del possibile 3-2 per i padroni di casa; dopo questo errore dal dischetto, il quarto stagionale, i biancocelesti realizzano altri due gol, conquistando la vittoria e la conseguente qualificazione alla massima competizione europea. Conclude la stagione con 29 reti in 58 presenze tra campionato e coppe, confermandosi per il secondo anno consecutivo il capocannoniere stagionale del Napoli.

##### 2015-2016: il record di gol in Serie A
L'8 novembre in Napoli-Udinese, terminata 1-0 in favore dei padroni di casa, realizza il suo 200º gol in carriera in squadre di club. Il 30 novembre segna una doppietta contro l'Inter nel 2-1 conclusivo, permettendo alla squadra di conquistare la vetta solitaria della classifica, a venticinque anni dall'ultima volta.
Nel corso della stagione raggiunge alcuni traguardi significativi: entra nella top ten dei migliori marcatori della storia del Napoli, toccando quota 70 reti complessive; va a segno per sei giornate consecutive, eguagliando la striscia positiva di Maradona nella stagione 1987-88; supera inoltre il proprio primato personale di gol segnati in una stagione (27) e le 29 reti di Cavani, fino ad allora il miglior cannoniere stagionale nella storia degli azzurri (limitatamente al campionato). Nella gara contro l'Udinese, persa per 3-1, raggiunge le 100 presenze in Serie A e realizza il trentesimo centro stagionale; nella partita è tuttavia protagonista di una reazione scomposta verso l'arbitro Massimiliano Irrati, che lo aveva espulso per somma di ammonizioni; ciò determina la squalifica di Higuaín per quattro giornate, poi ridotte a tre a seguito del ricorso presentato dal Napoli. Il 14 maggio, nel 4-0 dell'ultima giornata contro il Frosinone, realizza la tripletta che gli consente di chiudere il campionato con 36 reti in 35 partite, vincendo la classifica marcatori e superando il record di reti in una singola edizione della Serie A, fino ad allora detenuto da Nordahl nella stagione 1949-50. Il primato sarà successivamente eguagliato da Ciro Immobile nella stagione 2019-20.

#### Juventus

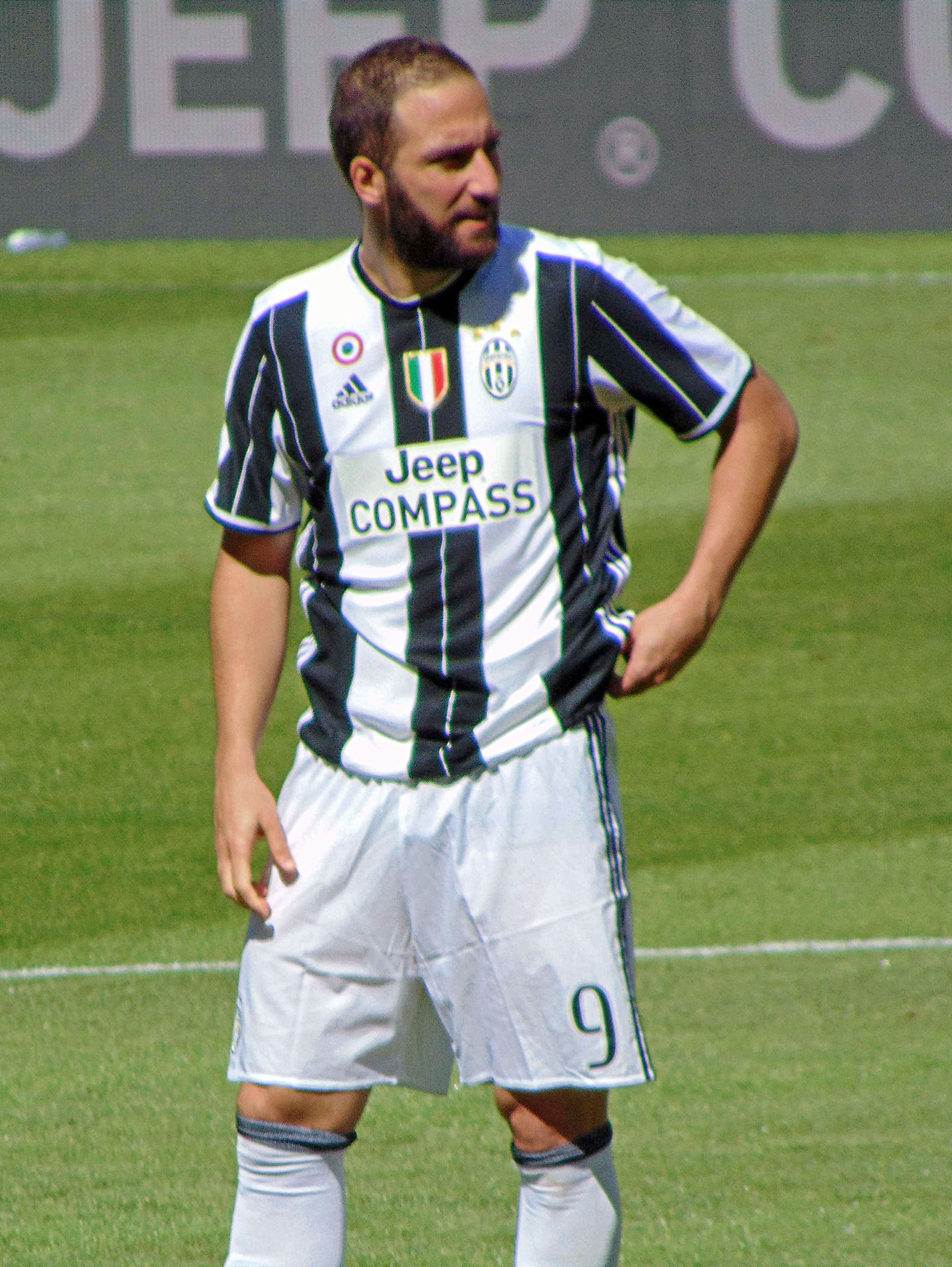
Higuaín durante la sua prima esperienza alla Juventus nel 2016

Il 26 luglio 2016 viene acquistato a titolo definitivo dalla Juventus per un costo di 90 milioni di euro, anche qui sceglie la maglia numero 9; il suo trasferimento risulterà il più costoso nella storia della Serie A fino al luglio 2018, quando la Juventus acquisterà Cristiano Ronaldo dal Real Madrid per 100 milioni.
Il 20 agosto bagna con un gol l'esordio in campionato con la casacca bianconera — cosa che non gli era riuscita nel triennio in azzurro — fissando il punteggio sul 2-1 finale nella vittoria interna sulla Fiorentina. Il 10 settembre, alla prima da titolare, firma una doppietta nei primi 10 minuti nel 3-1 ai danni del Sassuolo. Il 27 dello stesso mese sigla la prima marcatura con i bianconeri in Champions League, realizzando la seconda rete nello 0-4 esterno contro la Dinamo Zagabria. Il 29 ottobre segna la rete del definitivo 2-1 proprio contro la sua ex squadra, il Napoli, non esultando in segno di rispetto per la società partenopea. In seguito a un periodo di appannamento sottorete, l'11 dicembre ritrova il gol in campionato siglando una doppietta nell'1-3 del derby contro il Torino. Il 28 febbraio 2017 trova il primo gol in Coppa Italia con la formazione torinese nella semifinale d'andata, realizzando la seconda rete nel 3-1 dello Stadium sul Napoli. Nella gara di ritorno al San Paolo, il bomber argentino realizza una doppietta che regala alla Juventus la terza finale di Coppa Italia consecutiva. Il 17 maggio mette in bacheca la Coppa Italia, primo trofeo in maglia bianconera nonché terzo consecutivo per la formazione di Massimiliano Allegri, in seguito alla vittoria per 2-0 sulla Lazio nella finale di Roma; quattro giorni dopo, con il successo 3-0 allo Stadium sul Crotone, arriva anche, con una giornata di anticipo, il sesto titolo italiano di fila che permette a Higuaín di conquistare il primo double nazionale, al contempo terzo di fila per la Juventus, e soprattutto alla squadra di battere dopo 82 anni il record della Juve del Quinquennio. Non riesce invece l'affermazione europea in Champions League, dove il 3 giugno i bianconeri cedono nella finale di Cardiff 1-4 contro il Real Madrid: per Higuaín, in campo internazionale, si tratta della quarta finale persa su quattro disputate tra club e nazionale.
I primi mesi della seconda stagione a Torino vedono un Higuaín volto maggiormente al servizio della squadra, seppur riesca a trovare il gol con meno frequenza; ciò nonostante il 28 ottobre è sua la doppietta che vale il successo 0-2 contro i rivali del Milan: la prima marcatura risulta inoltre essere la centesima nel massimo campionato italiano. Il 1º dicembre 2017 segna la rete decisiva che permette ai bianconeri di vincere la sfida di campionato in trasferta contro il Napoli. Il 4 febbraio 2018 arriva invece la prima tripletta in maglia bianconera, nel roboante 7-0 interno sul Sassuolo. Così come l'anno precedente per Higuaín si ripete il double domestico (a cui ha contribuito anche segnando il goal del definitivo 3-2 in rimonta contro l'Inter a Milano), secondo consecutivo per l'attaccante e al contempo quarto di fila per la Juventus: i bianconeri si impongono infatti il 9 maggio nella finale di Coppa Italia con un netto 4-0 sul Milan — quarta affermazione in successione e nuovo primato nel calcio italiano —, conquistando quattro giorni più tardi anche il settimo scudetto consecutivo grazie al pareggio esterno a reti bianche contro la Roma.

#### Prestiti a Milan e Chelsea
Il 2 agosto 2018 Higuaín viene ceduto in prestito oneroso annuale al Milan, per 18 milioni di euro, con diritto di riscatto a favore dei rossoneri fissato a 36 milioni. Esordisce in maglia rossonera il 25 dello stesso mese al San Paolo, nella sconfitta per 3-2 contro il Napoli. La prima marcatura arriva il 16 settembre, quando segna la rete del definitivo 1-1 nella trasferta contro il Cagliari; quattro giorni più tardi arriva invece il primo gol europeo con la nuova squadra, nella gara d'esordio in Europa League sul campo del F91 Dudelange (0-1).

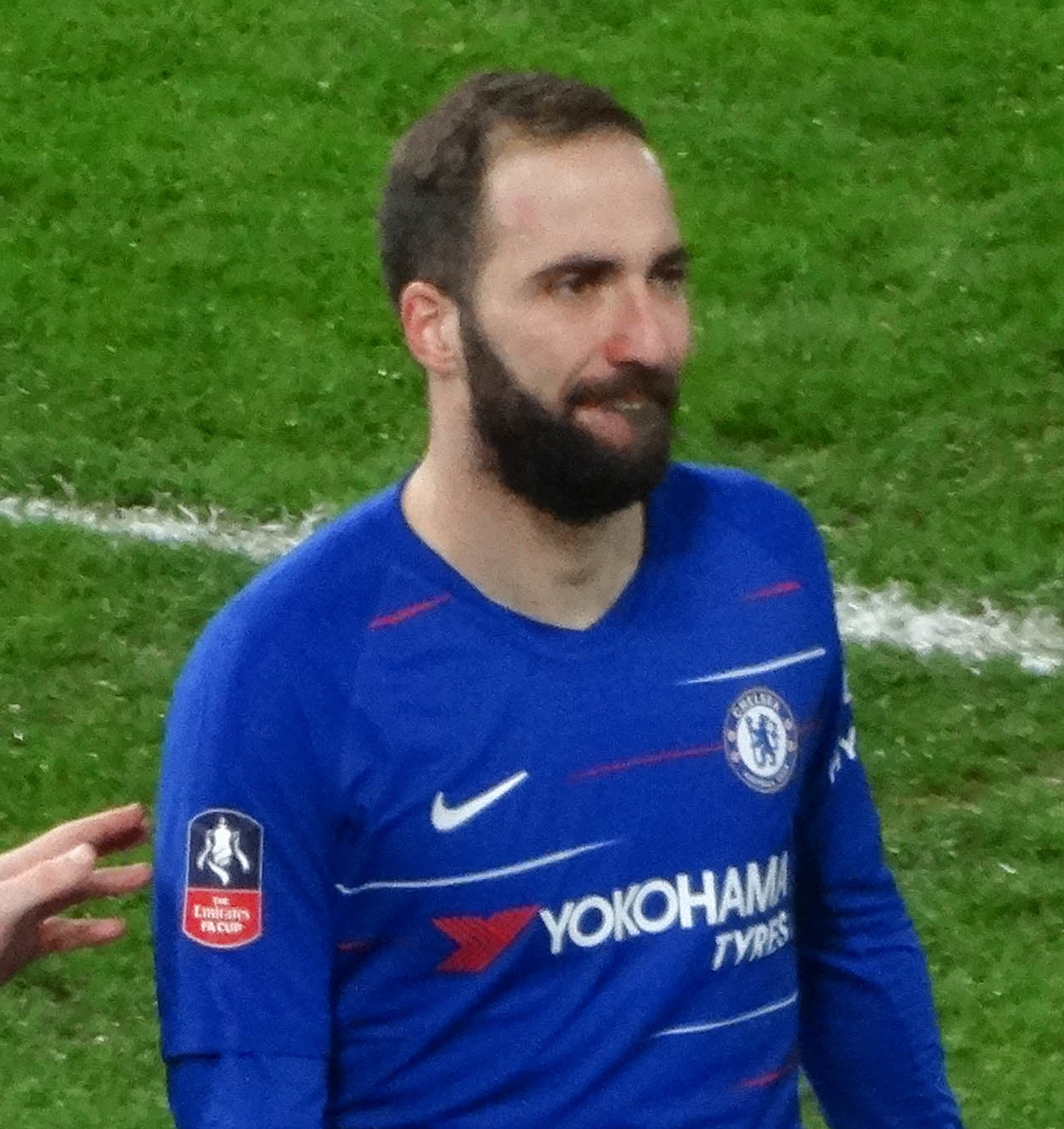
Higuaín al Chelsea nel 2019

L'esperienza di Higuaín al Milan, caratterizzata da 8 gol in 22 presenze, si rivela tormentata e al di sotto delle aspettative. In occasione del match di campionato casalingo del Milan proprio contro la Juventus (vinta dai bianconeri per 2-0), l'attaccante argentino dapprima si fa parare un calcio di rigore da Szczęsny e poco dopo viene espulso per proteste. Il 16 gennaio il calciatore disputa solo gli ultimi venti minuti della partita di Supercoppa italiana persa a Gedda contro la Juventus, ufficialmente a causa delle precarie condizioni fisiche, ufficiosamente perché al centro di un "caso" di calciomercato. Sarà la sua ultima presenza in rossonero: il 23 gennaio 2019 Milan e Juventus si accordano per risolvere anticipatamente il prestito e contestualmente il giocatore passa con la stessa formula al Chelsea (che rileva le condizioni del Milan), dove ritrova Maurizio Sarri come allenatore.
Higuaín debutta con il Chelsea in FA Cup il 27 gennaio 2019 in casa contro lo Sheffield Weds. Tre giorni dopo debutta in Premier League nella partita persa per 4-0 sul campo del Bournemouth. Segna i primi gol in maglia Blues il 2 febbraio, nella partita di campionato vinta per 5-0 in casa contro l'Huddersfield Town, in cui realizza una doppietta. Nei mesi successivi non rende all'altezza delle aspettative alternandosi con Olivier Giroud. Pur non scendendo in campo, il 29 maggio 2019 vince l'Europa League, il suo primo trofeo europeo, grazie al successo in finale contro l'Arsenal a Baku. Alla fine della stagione la sua proprietà non viene riscattata dal club londinese.

#### Ritorno alla Juventus

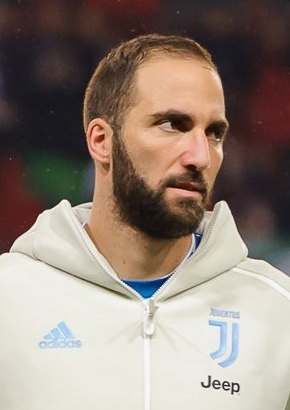
Higuaín nella sua seconda esperienza juventina, prima della trasferta di Mosca per la UEFA Champions League 2019-2020.

Il 1º luglio 2019 fa definitivamente ritorno alla Juventus, dove nel frattempo è approdato in panchina Maurizio Sarri, tecnico che l'argentino ritrova per la terza volta in carriera. Il successivo 31 agosto ritorna al gol, segnando ancora una volta alla sua ex squadra, il Napoli — il sesto complessivo —, marcando il punto del 2-0 nella partita poi vinta per 4-3. Il 1º ottobre ritorna al gol in UEFA Champions League — che mancava dal 7 marzo 2018 — nel 3-0 interno contro il Bayer Leverkusen, e pochi giorni dopo segna il gol del definitivo 2-1 in casa dell'Inter. Dopo il gol all'andata, in Champions league, Higuaín si ripeterà segnando nuovamente al Bayer Leverkusen, nella sfida di ritorno dell'11 dicembre. Saranno 8 le sue marcature stagionali dell'argentino, nel nono campionato di Serie A vinto consecutivamente dai bianconeri — record assoluto nella storia della Serie A e dei maggiori campionati nazionali d'Europa —: rigenerandosi tuttavia come «play offensivo» e uomo-squadra. In questa stagione dà comunque un contributo importante con 44 presenze e 11 reti in tutte le competizioni.
Ciò nonostante, con l'arrivo del nuovo allenatore Andrea Pirlo nell'estate 2020, l'attaccante non rientra più nei piani della società torinese, sicché il 17 settembre 2020 si arriva a una risoluzione consensuale del contratto.

#### Inter Miami e ritiro
Il 18 settembre 2020 Higuaín si accorda con l'Inter Miami, club statunitense militante nella Major League Soccer, che lo tessera come designated player. Debutta dieci giorni dopo nella sconfitta contro il Philadelphia Union, nella quale si rende negativamente protagonista sbagliando un calcio di rigore e sfiorando una rissa. Il 7 ottobre realizza la prima rete in MLS, segnando su calcio di punizione il definitivo 1-2 a favore della sua squadra contro il N.Y. Red Bulls.
Il 3 ottobre 2022, all'età di 35 anni, dà l'annuncio dell'imminente ritiro dall'attività agonistica al termine della regular season di MLS. Gioca quindi la sua ultima partita il 18 ottobre seguente, giorno della sfida dei play-off contro il New York City, poi persa per 3-0 dalla sua squadra.

### Nazionale
In possesso inizialmente della sola cittadinanza francese, nel novembre 2006, a 19 anni non ancora compiuti, viene convocato nella nazionale francese dal commissario tecnico Raymond Domenech, che lo aveva notato grazie alla doppietta messa a segno nel derby contro il Boca Juniors, ma rifiuta la convocazione. Decide tuttavia di non rinunciare al passaporto francese — e allo status di comunitario — per non precludersi la possibilità di giocare per una squadra europea, cosa che conseguentemente gli impedisce di rispondere alla chiamata delle nazionali giovanili argentine. Nel 2007 acquisisce il passaporto argentino, conservando entrambe le nazionalità.
Il 6 febbraio 2008 gioca un'amichevole non ufficiale con la maglia dell'Argentina olimpica, siglando una doppietta nel 5-0 ai danni del Guatemala. Non viene tuttavia convocato per i Giochi olimpici di Pechino 2008 a causa di pregressi screzi con la federcalcio argentina, dovuti al suo rifiuto di partecipare al Mondiale Under-20 del 2007. Il commissario tecnico Domenech gli offre nuovamente la convocazione, ma il giocatore oppone un altro rifiuto.

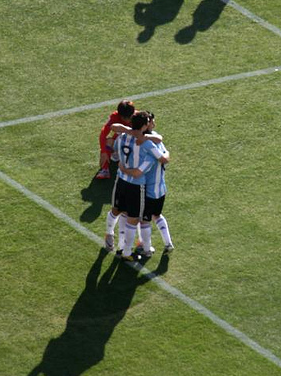
Higuaín (di spalle) festeggia con i compagni di nazionale la tripletta alla al

Nel 2009, dopo aver preso in considerazione l'ipotesi di accettare la convocazione nella nazionale francese, viene convocato dal commissario tecnico dell'Argentina Maradona per le gare contro Perù e Uruguay, valide per le qualificazioni al Mondiale 2010: debutta il 10 ottobre 2009 contro il Perù, a 21 anni e dieci mesi, bagnando l'esordio con una rete.
L'anno seguente va a comporre il parco attaccanti della Argentina nella fase finale della massima competizione internazionale in Sudafrica. Il 17 giugno 2010, nella seconda partita del girone B del torneo, realizza la sua prima tripletta con la maglia dell'Argentina nella gara terminata 4-1 per l'Argentina contro la Corea del Sud, risultando il miglior giocatore dell'incontro. In passato solamente due giocatori argentini erano riusciti nell'impresa di segnare tre reti in una sola partita nella storia dei Mondiali: si tratta di Stábile nel 1930 (contro il Messico) e di Batistuta nel 1994 (contro la Grecia) e nel 1998 (contro la Giamaica). Va a segno anche negli ottavi di finale contro il Messico, quindi l'Argentina viene eliminata nei quarti perdendo 4-0 contro la Germania.
Il 25 giugno 2011 viene inserito dal nuovo CT Sergio Batista nella lista dei ventitré convocati in vista della Copa América disputata in Argentina. I padroni di casa vengono eliminati nei quarti di finale dall'Uruguay al termine dei calci di rigore: proprio nello stesso match, conclusosi sull'1-1, Higuaín mette a segno l'unica rete personale del torneo, realizzando anche il proprio tentativo nella sequenza conclusiva dagli undici metri, risultato poi ininfluente sull'esito finale.
In occasione delle qualificazioni al Mondiale 2014 contribuisce alla vittoria dell'Argentina nel girone sudamericano realizzando complessivamente nove reti. Convocato da Alejandro Sabella per la fase finale della competizione, nella gara d'esordio del torneo serve l'assist per il gol di Messi nella vittoria per 2-1 sulla Bosnia ed Erzegovina. Il 5 luglio segna nei quarti di finale la rete decisiva nella vittoria per 1-0 contro il Belgio, che garantisce la qualificazione in semifinale per l'Argentina dopo ventiquattro anni. A fine partita si è aggiudicato il titolo di miglior giocatore dell'incontro. Nella finale contro la Germania, persa per 1-0 al termine dei supplementari, è protagonista in negativo, fallendo una nitida occasione da rete a pochi passi dal portiere tedesco Neuer, vedendosi inoltre annullare un gol per fuorigioco.

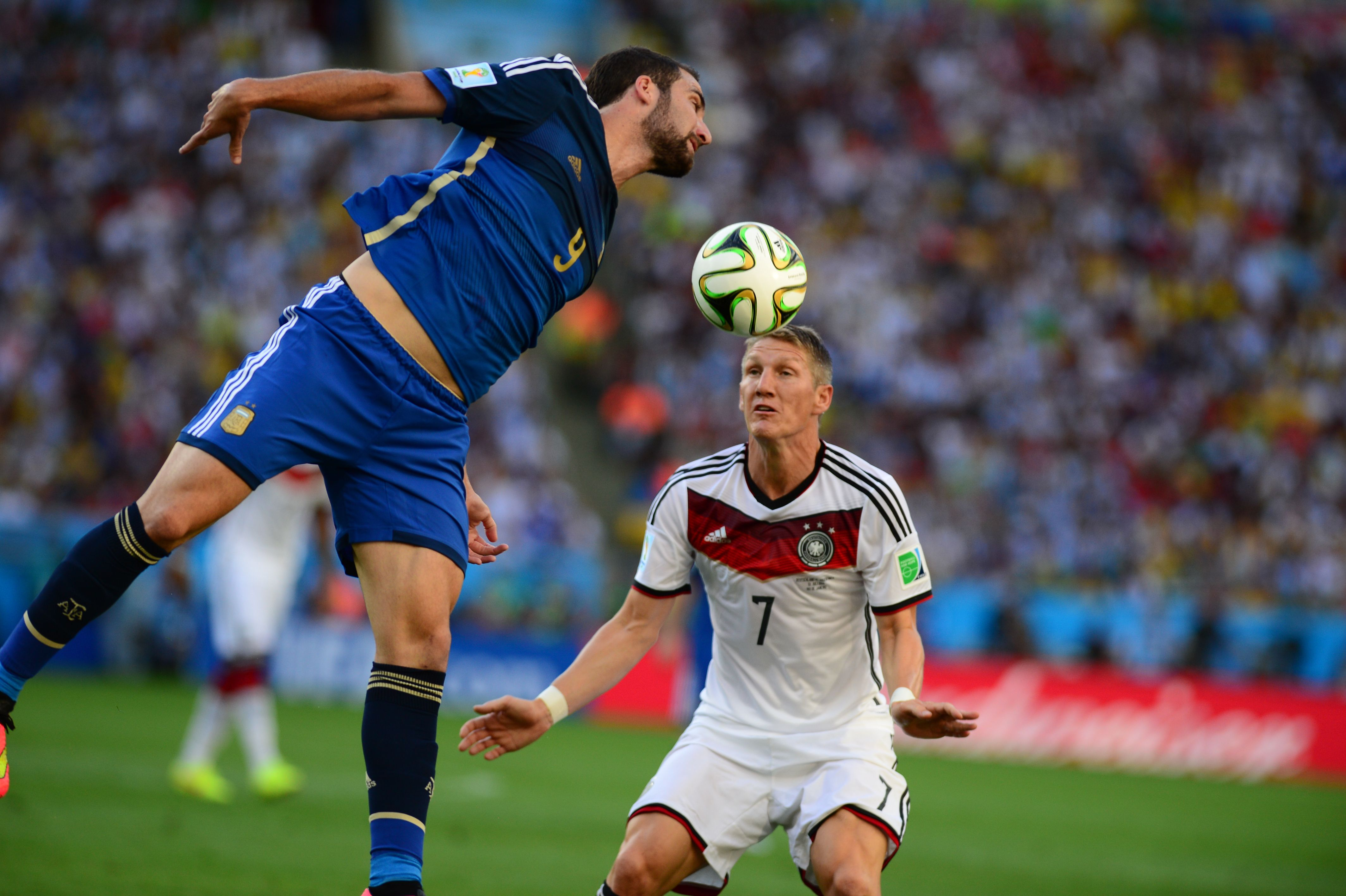
Higuaín e il tedesco Schweinsteiger nella finale del.

Il 25 maggio 2015 viene inserito dal CT Gerardo Martino nella lista dei ventitré convocati in vista della Copa América da disputarsi in Cile. Nel corso del torneo va a segno due volte: nella terza e ultima gara della fase a gironi contro la Giamaica e nella semifinale contro il Paraguay. L'Albiceleste tuttavia viene sconfitta in finale dal Cile ai rigori, dopo lo 0-0 scaturito al termine dei tempi regolamentari e supplementari. Suo è uno degli errori dagli undici metri che consente agli avversari di vincere la manifestazione.
Il 20 maggio 2016 viene convocato da Martino per la Copa América Centenario negli Stati Uniti; nel corso della competizione realizza quattro reti: due nel 4-1 inflitto al Venezuela nei quarti di finale e due nella semifinale vinta 4-0 contro gli Stati Uniti. Gioca da titolare anche la finale, che vede l'Argentina nuovamente sconfitta ai rigori dal Cile, in un remake dell'edizione precedente: nel match, conclusosi nuovamente a reti bianche, si rende protagonista in negativo, fallendo una buona occasione davanti al portiere cileno Bravo.
Il 6 ottobre 2016 Higuaín segna la prima rete nel 2-2 esterno contro il Perù: questa risulterà essere la sua unica marcatura durante le qualificazioni ai Mondiali 2018 in Russia, al termine delle quali l'Argentina riesce non senza affanni ad ottenere il pass mondiale, terminando al terzo posto il proprio girone. Convocato per l'evento, l'esperienza nel torneo per Higuaín e compagni si rivela deludente, con l'attaccante argentino che resta a secco di reti, collezionando appena tre presenze di cui solo una da titolare. Superata a fatica la fase a gironi, il cammino dell'Albiceleste si ferma infatti già agli ottavi di finale, battuta 4-3 dalla Francia, gara dalla quale Higuaín resta peraltro escluso.
Il 28 marzo 2019, dopo 31 reti in 75 presenze e tre secondi posti raggiunti tra Coppa del Mondo e Copa América, annuncia il proprio ritiro dalla nazionale.

## Statistiche
Tra club e nazionale maggiore, Higuaín ha collezionato globalmente 785 presenze segnando 367 reti, ovvero una media di 0,46 gol a partita.

### Presenze e reti nei club
Statistiche aggiornate al termine della carriera.
| Stagione           | Squadra            | Campionato         | Campionato | Campionato | Coppe nazionali | Coppe nazionali | Coppe nazionali | Coppe continentali | Coppe continentali | Coppe continentali | Altre coppe | Altre coppe | Altre coppe | Totale | Totale |
| Stagione           | Squadra            | Comp               | Pres       | Reti       | Comp            | Pres            | Reti            | Comp               | Pres               | Reti               | Comp        | Pres        | Reti        | Pres   | Reti   |
| ------------------ | ------------------ | ------------------ | ---------- | ---------- | --------------- | --------------- | --------------- | ------------------ | ------------------ | ------------------ | ----------- | ----------- | ----------- | ------ | ------ |
| 2004-2005          | River Plate        | PD                 | 4          | 0          | -               | -               | -               | CL                 | 0                  | 0                  | -           | -           | -           | 4      | 0      |
| 2005-2006          | River Plate        | PD                 | 14         | 5          | -               | -               | -               | CL                 | 4                  | 2                  | -           | -           | -           | 18     | 7      |
| 2006-gen. 2007     | River Plate        | PD                 | 17         | 8          | -               | -               | -               | CS                 | 2                  | 0                  | -           | -           | -           | 19     | 8      |
| Totale River Plate | Totale River Plate | Totale River Plate | 35         | 13         |                 | -               | -               |                    | 6                  | 2                  |             | -           | -           | 41     | 15     |
| gen.-giu. 2007     | Real Madrid        | PD                 | 19         | 2          | CR              | 2               | 0               | UCL                | 2                  | 0                  | -           | -           | -           | 23     | 2      |
| 2007-2008          | Real Madrid        | PD                 | 25         | 8          | CR              | 4               | 1               | UCL                | 5                  | 0                  | SS          | 0           | 0           | 34     | 9      |
| 2008-2009          | Real Madrid        | PD                 | 34         | 22         | CR              | 2               | 1               | UCL                | 7                  | 0                  | SS          | 1           | 1           | 44     | 24     |
| 2009-2010          | Real Madrid        | PD                 | 32         | 27         | CR              | 1               | 0               | UCL                | 7                  | 2                  | -           | -           | -           | 40     | 29     |
| 2010-2011          | Real Madrid        | PD                 | 17         | 10         | CR              | 2               | 1               | UCL                | 6                  | 2                  | -           | -           | -           | 25     | 13     |
| 2011-2012          | Real Madrid        | PD                 | 35         | 22         | CR              | 5               | 1               | UCL                | 12                 | 3                  | SS          | 2           | 0           | 54     | 26     |
| 2012-2013          | Real Madrid        | PD                 | 28         | 16         | CR              | 5               | 0               | UCL                | 9                  | 1                  | SS          | 2           | 1           | 44     | 18     |
| Totale Real Madrid | Totale Real Madrid | Totale Real Madrid | 190        | 107        |                 | 21              | 4               |                    | 48                 | 8                  |             | 5           | 2           | 264    | 121    |
| 2013-2014          | Napoli             | A                  | 32         | 17         | CI              | 5               | 2               | UCL+UEL            | 5+4                | 4+1                | -           | -           | -           | 46     | 24     |
| 2014-2015          | Napoli             | A                  | 37         | 18         | CI              | 4               | 1               | UCL+UEL            | 2+14               | 1+7                | SI          | 1           | 2           | 58     | 29     |
| 2015-2016          | Napoli             | A                  | 35         | 36         | CI              | 2               | 0               | UEL                | 5                  | 2                  | -           | -           | -           | 42     | 38     |
| Totale Napoli      | Totale Napoli      | Totale Napoli      | 104        | 71         |                 | 11              | 3               |                    | 30                 | 15                 |             | 1           | 2           | 146    | 91     |
| 2016-2017          | Juventus           | A                  | 38         | 24         | CI              | 4               | 3               | UCL                | 12                 | 5                  | SI          | 1           | 0           | 55     | 32     |
| 2017-2018          | Juventus           | A                  | 35         | 16         | CI              | 4               | 2               | UCL                | 10                 | 5                  | SI          | 1           | 0           | 50     | 23     |
| 2018-gen. 2019     | Milan              | A                  | 15         | 6          | CI              | 1               | 0               | UEL                | 5                  | 2                  | SI          | 1           | 0           | 22     | 8      |
| gen.-giu. 2019     | Chelsea            | PL                 | 14         | 5          | FACup+CdL       | 2+1             | 0               | UEL                | 1                  | 0                  | CS          | 0           | 0           | 18     | 5      |
| 2019-2020          | Juventus           | A                  | 32         | 8          | CI              | 3               | 1               | UCL                | 8                  | 2                  | SI          | 1           | 0           | 44     | 11     |
| Totale Juventus    | Totale Juventus    | Totale Juventus    | 105        | 48         |                 | 11              | 6               |                    | 30                 | 12                 |             | 3           | 0           | 149    | 66     |
| 2020               | Inter Miami        | MLS                | 9          | 1          | -               | -               | -               | -                  | -                  | -                  | -           | -           | -           | 9      | 1      |
| 2021               | Inter Miami        | MLS                | 30         | 12         | -               | -               | -               | -                  | -                  | -                  | -           | -           | -           | 30     | 12     |
| 2022               | Inter Miami        | MLS                | 28+1       | 16+0       | USOC            | 2               | 0               | -                  | -                  | -                  | -           | -           | -           | 31     | 16     |
| Totale Inter Miami | Totale Inter Miami | Totale Inter Miami | 67+1       | 29+0       |                 | 2               | 0               |                    | -                  | -                  |             | -           | -           | 70     | 29     |
| Totale carriera    | Totale carriera    | Totale carriera    | 531        | 279        |                 | 49              | 13              |                    | 120                | 39                 |             | 10          | 4           | 710    | 335    |

### Cronologia presenze e reti in nazionale
| Cronologia completa delle presenze e delle reti in nazionale ― Argentina | Cronologia completa delle presenze e delle reti in nazionale ― Argentina | Cronologia completa delle presenze e delle reti in nazionale ― Argentina | Cronologia completa delle presenze e delle reti in nazionale ― Argentina | Cronologia completa delle presenze e delle reti in nazionale ― Argentina | Cronologia completa delle presenze e delle reti in nazionale ― Argentina | Cronologia completa delle presenze e delle reti in nazionale ― Argentina | Cronologia completa delle presenze e delle reti in nazionale ― Argentina |
| Data                                                                     | Città                                                                    | In casa                                                                  | Risultato                                                                | Ospiti                                                                   | Competizione                                                             | Reti                                                                     | Note                                                                     |
| ------------------------------------------------------------------------ | ------------------------------------------------------------------------ | ------------------------------------------------------------------------ | ------------------------------------------------------------------------ | ------------------------------------------------------------------------ | ------------------------------------------------------------------------ | ------------------------------------------------------------------------ | ------------------------------------------------------------------------ |
| 10-10-2009                                                               | Buenos Aires                                                             | Argentina                                                                | 2 – 1                                                                    | Perù                                                                     | Qual. Mondiali 2010                                                      | 1                                                                        | 67’                                                                      |
| 14-10-2009                                                               | Montevideo                                                               | Uruguay                                                                  | 0 – 1                                                                    | Argentina                                                                | Qual. Mondiali 2010                                                      | -                                                                        | 79’                                                                      |
| 14-11-2009                                                               | Madrid                                                                   | Spagna                                                                   | 2 – 1                                                                    | Argentina                                                                | Amichevole                                                               | -                                                                        | 58’                                                                      |
| 3-3-2010                                                                 | Monaco di Baviera                                                        | Germania                                                                 | 0 – 1                                                                    | Argentina                                                                | Amichevole                                                               | 1                                                                        | 62’                                                                      |
| 24-5-2010                                                                | Buenos Aires                                                             | Argentina                                                                | 5 – 0                                                                    | Canada                                                                   | Amichevole                                                               | -                                                                        | 68’                                                                      |
| 12-6-2010                                                                | Johannesburg                                                             | Argentina                                                                | 1 – 0                                                                    | Nigeria                                                                  | Mondiali 2010 - 1º turno                                                 | -                                                                        | 79’                                                                      |
| 17-6-2010                                                                | Johannesburg                                                             | Argentina                                                                | 4 – 1                                                                    | Corea del Sud                                                            | Mondiali 2010 - 1º turno                                                 | 3                                                                        | 82’                                                                      |
| 27-6-2010                                                                | Johannesburg                                                             | Argentina                                                                | 3 – 1                                                                    | Messico                                                                  | Mondiali 2010 - Ottavi di finale                                         | 1                                                                        |                                                                          |
| 3-7-2010                                                                 | Città del Capo                                                           | Argentina                                                                | 0 – 4                                                                    | Germania                                                                 | Mondiali 2010 - Quarti di finale                                         | -                                                                        |                                                                          |
| 11-8-2010                                                                | Dublino                                                                  | Irlanda                                                                  | 0 – 1                                                                    | Argentina                                                                | Amichevole                                                               | -                                                                        | 46’                                                                      |
| 7-9-2010                                                                 | Buenos Aires                                                             | Argentina                                                                | 4 – 1                                                                    | Spagna                                                                   | Amichevole                                                               | 1                                                                        | 68’                                                                      |
| 8-10-2010                                                                | Saitama                                                                  | Giappone                                                                 | 1 – 0                                                                    | Argentina                                                                | Amichevole                                                               | -                                                                        | 33’                                                                      |
| 17-11-2010                                                               | Doha                                                                     | Argentina                                                                | 1 – 0                                                                    | Brasile                                                                  | Amichevole                                                               | -                                                                        | 46’                                                                      |
| 6-7-2011                                                                 | Santa Fe                                                                 | Argentina                                                                | 0 – 0                                                                    | Colombia                                                                 | Coppa America 2011 - 1º turno                                            | -                                                                        | 72’                                                                      |
| 11-7-2011                                                                | Córdoba                                                                  | Argentina                                                                | 3 – 0                                                                    | Costa Rica                                                               | Coppa America 2011 - 1º turno                                            | -                                                                        | 80’                                                                      |
| 16-7-2011                                                                | Santa Fe                                                                 | Argentina                                                                | 1 – 1 dts (4 – 5 dtr)                                                    | Uruguay                                                                  | Coppa America 2011 - Quarti di finale                                    | 1                                                                        |                                                                          |
| 2-9-2011                                                                 | Calcutta                                                                 | Argentina                                                                | 1 – 0                                                                    | Venezuela                                                                | Amichevole                                                               | -                                                                        | 77’                                                                      |
| 6-9-2011                                                                 | Dacca                                                                    | Argentina                                                                | 3 – 1                                                                    | Nigeria                                                                  | Amichevole                                                               | 1                                                                        | 77’                                                                      |
| 7-10-2011                                                                | Buenos Aires                                                             | Argentina                                                                | 4 – 1                                                                    | Cile                                                                     | Qual. Mondiali 2014                                                      | 3                                                                        |                                                                          |
| 11-10-2011                                                               | Puerto La Cruz                                                           | Venezuela                                                                | 1 – 0                                                                    | Argentina                                                                | Qual. Mondiali 2014                                                      | -                                                                        |                                                                          |
| 11-11-2011                                                               | Buenos Aires                                                             | Argentina                                                                | 1 – 1                                                                    | Bolivia                                                                  | Qual. Mondiali 2014                                                      | -                                                                        |                                                                          |
| 15-11-2011                                                               | Barranquilla                                                             | Colombia                                                                 | 1 – 2                                                                    | Argentina                                                                | Qual. Mondiali 2014                                                      | -                                                                        | 86’                                                                      |
| 29-2-2012                                                                | Berna                                                                    | Svizzera                                                                 | 1 – 3                                                                    | Argentina                                                                | Amichevole                                                               | -                                                                        | 80’                                                                      |
| 2-6-2012                                                                 | Buenos Aires                                                             | Argentina                                                                | 4 – 0                                                                    | Ecuador                                                                  | Qual. Mondiali 2014                                                      | 1                                                                        | 66’ 74’                                                                  |
| 9-6-2012                                                                 | New York                                                                 | Argentina                                                                | 4 – 3                                                                    | Brasile                                                                  | Amichevole                                                               | -                                                                        | 49’ 89’                                                                  |
| 15-8-2012                                                                | Francoforte                                                              | Germania                                                                 | 1 – 3                                                                    | Argentina                                                                | Amichevole                                                               | -                                                                        |                                                                          |
| 7-9-2012                                                                 | Córdoba                                                                  | Argentina                                                                | 3 – 1                                                                    | Paraguay                                                                 | Qual. Mondiali 2014                                                      | 1                                                                        |                                                                          |
| 11-9-2012                                                                | Lima                                                                     | Perù                                                                     | 1 – 1                                                                    | Argentina                                                                | Qual. Mondiali 2014                                                      | 1                                                                        |                                                                          |
| 12-10-2012                                                               | Mendoza                                                                  | Argentina                                                                | 3 – 0                                                                    | Uruguay                                                                  | Qual. Mondiali 2014                                                      | -                                                                        | 83’                                                                      |
| 16-10-2012                                                               | Santiago del Cile                                                        | Cile                                                                     | 1 – 2                                                                    | Argentina                                                                | Qual. Mondiali 2014                                                      | 1                                                                        | 61’                                                                      |
| 6-2-2013                                                                 | Solna                                                                    | Svezia                                                                   | 2 – 3                                                                    | Argentina                                                                | Amichevole                                                               | 1                                                                        | 90’                                                                      |
| 22-3-2013                                                                | Buenos Aires                                                             | Argentina                                                                | 3 – 0                                                                    | Venezuela                                                                | Qual. Mondiali 2014                                                      | 2                                                                        | 76’ 80’                                                                  |
| 7-6-2013                                                                 | Buenos Aires                                                             | Argentina                                                                | 0 – 0                                                                    | Colombia                                                                 | Qual. Mondiali 2014                                                      | -                                                                        | 27’                                                                      |
| 14-8-2013                                                                | Roma                                                                     | Italia                                                                   | 1 – 2                                                                    | Argentina                                                                | Amichevole                                                               | 1                                                                        | 61’                                                                      |
| 15-11-2013                                                               | East Rutherford                                                          | Ecuador                                                                  | 0 – 0                                                                    | Argentina                                                                | Amichevole                                                               | -                                                                        | 71’                                                                      |
| 5-3-2014                                                                 | Bucarest                                                                 | Romania                                                                  | 0 – 0                                                                    | Argentina                                                                | Amichevole                                                               | -                                                                        | 77’                                                                      |
| 15-6-2014                                                                | Rio de Janeiro                                                           | Argentina                                                                | 2 – 1                                                                    | Bosnia ed Erzegovina                                                     | Mondiali 2014 - 1º turno                                                 | -                                                                        | 46’                                                                      |
| 21-6-2014                                                                | Belo Horizonte                                                           | Argentina                                                                | 1 – 0                                                                    | Iran                                                                     | Mondiali 2014 - 1º turno                                                 | -                                                                        | 77’                                                                      |
| 25-6-2014                                                                | Porto Alegre                                                             | Nigeria                                                                  | 2 – 3                                                                    | Argentina                                                                | Mondiali 2014 - 1º turno                                                 | -                                                                        | 90+1’                                                                    |
| 1-7-2014                                                                 | San Paolo                                                                | Argentina                                                                | 1 – 0 dts                                                                | Svizzera                                                                 | Mondiali 2014 - Ottavi di finale                                         | -                                                                        |                                                                          |
| 5-7-2014                                                                 | Brasilia                                                                 | Argentina                                                                | 1 – 0                                                                    | Belgio                                                                   | Mondiali 2014 - Quarti di finale                                         | 1                                                                        | 81’                                                                      |
| 9-7-2014                                                                 | San Paolo                                                                | Paesi Bassi                                                              | 0 – 0 dts (2 – 4 dtr)                                                    | Argentina                                                                | Mondiali 2014 - Semifinale                                               | -                                                                        | 82’                                                                      |
| 13-7-2014                                                                | Rio de Janeiro                                                           | Germania                                                                 | 1 – 0 dts                                                                | Argentina                                                                | Mondiali 2014 - Finale                                                   | -                                                                        | 78’                                                                      |
| 11-10-2014                                                               | Pechino                                                                  | Brasile                                                                  | 2 – 0                                                                    | Argentina                                                                | Amichevole                                                               | -                                                                        | 61’                                                                      |
| 14-10-2014                                                               | Hong Kong                                                                | Hong Kong                                                                | 0 – 7                                                                    | Argentina                                                                | Amichevole                                                               | 2                                                                        |                                                                          |
| 18-11-2014                                                               | Manchester                                                               | Argentina                                                                | 0 – 1                                                                    | Portogallo                                                               | Amichevole                                                               | -                                                                        | 61’                                                                      |
| 28-3-2015                                                                | Landover                                                                 | El Salvador                                                              | 0 – 2                                                                    | Argentina                                                                | Amichevole                                                               | -                                                                        |                                                                          |
| 6-6-2015                                                                 | San Juan                                                                 | Argentina                                                                | 5 – 0                                                                    | Bolivia                                                                  | Amichevole                                                               | -                                                                        | 61’                                                                      |
| 13-6-2015                                                                | La Serena                                                                | Argentina                                                                | 2 – 2                                                                    | Paraguay                                                                 | Coppa America 2015 - 1º turno                                            | -                                                                        | 76’                                                                      |
| 20-6-2015                                                                | Viña del Mar                                                             | Argentina                                                                | 1 – 0                                                                    | Giamaica                                                                 | Coppa America 2015 - 1º turno                                            | 1                                                                        | 72’                                                                      |
| 30-6-2015                                                                | Concepción                                                               | Argentina                                                                | 6 – 1                                                                    | Paraguay                                                                 | Coppa America 2015 - Semifinale                                          | 1                                                                        | 81’                                                                      |
| 4-7-2015                                                                 | Santiago del Cile                                                        | Cile                                                                     | 0 – 0 dts (4 – 1 dtr)                                                    | Argentina                                                                | Coppa America 2015 - Finale                                              | -                                                                        | 74’                                                                      |
| 13-11-2015                                                               | Buenos Aires                                                             | Argentina                                                                | 1 – 1                                                                    | Brasile                                                                  | Qual. Mondiali 2018                                                      | -                                                                        | 81’                                                                      |
| 17-11-2015                                                               | Barranquilla                                                             | Colombia                                                                 | 0 – 1                                                                    | Argentina                                                                | Qual. Mondiali 2018                                                      | -                                                                        | 70’                                                                      |
| 24-3-2016                                                                | Santiago del Cile                                                        | Cile                                                                     | 1 – 2                                                                    | Argentina                                                                | Qual. Mondiali 2018                                                      | -                                                                        | 65’                                                                      |
| 29-3-2016                                                                | Córdoba                                                                  | Argentina                                                                | 2 – 0                                                                    | Bolivia                                                                  | Qual. Mondiali 2018                                                      | -                                                                        | 78’                                                                      |
| 27-5-2016                                                                | San Juan                                                                 | Argentina                                                                | 1 – 0                                                                    | Honduras                                                                 | Amichevole                                                               | 1                                                                        | 65’                                                                      |
| 6-6-2016                                                                 | Santa Clara                                                              | Argentina                                                                | 2 – 1                                                                    | Cile                                                                     | Coppa America Centenario - 1º turno                                      | -                                                                        | 74’                                                                      |
| 10-6-2016                                                                | Chicago                                                                  | Argentina                                                                | 5 – 0                                                                    | Panama                                                                   | Coppa America Centenario - 1º turno                                      | -                                                                        | 76’                                                                      |
| 14-6-2016                                                                | Seattle                                                                  | Argentina                                                                | 3 – 0                                                                    | Bolivia                                                                  | Coppa America Centenario - 1º turno                                      | -                                                                        | 46’                                                                      |
| 18-6-2016                                                                | Foxborough                                                               | Argentina                                                                | 4 – 1                                                                    | Venezuela                                                                | Coppa America Centenario - Quarti di finale                              | 2                                                                        | 74’                                                                      |
| 21-6-2016                                                                | Houston                                                                  | Stati Uniti                                                              | 0 – 4                                                                    | Argentina                                                                | Coppa America Centenario - Semifinale                                    | 2                                                                        |                                                                          |
| 26-6-2016                                                                | East Rutherford                                                          | Argentina                                                                | 0 – 0 dts (2 – 4 dtr)                                                    | Cile                                                                     | Coppa America Centenario - Finale                                        | -                                                                        | 70’                                                                      |
| 6-10-2016                                                                | Lima                                                                     | Perù                                                                     | 2 – 2                                                                    | Argentina                                                                | Qual. Mondiali 2018                                                      | 1                                                                        | 72’                                                                      |
| 11-10-2016                                                               | Córdoba                                                                  | Argentina                                                                | 0 – 1                                                                    | Paraguay                                                                 | Qual. Mondiali 2018                                                      | -                                                                        |                                                                          |
| 10-11-2016                                                               | Belo Horizonte                                                           | Brasile                                                                  | 3 – 0                                                                    | Argentina                                                                | Qual. Mondiali 2018                                                      | -                                                                        |                                                                          |
| 15-11-2016                                                               | San Juan                                                                 | Argentina                                                                | 3 – 0                                                                    | Colombia                                                                 | Qual. Mondiali 2018                                                      | -                                                                        | 79’                                                                      |
| 23-3-2017                                                                | Buenos Aires                                                             | Argentina                                                                | 1 – 0                                                                    | Cile                                                                     | Qual. Mondiali 2018                                                      | -                                                                        | 74’                                                                      |
| 9-6-2017                                                                 | Melbourne                                                                | Brasile                                                                  | 0 – 1                                                                    | Argentina                                                                | Amichevole                                                               | -                                                                        | 46’                                                                      |
| 23-3-2018                                                                | Manchester                                                               | Argentina                                                                | 2 – 0                                                                    | Italia                                                                   | Amichevole                                                               | -                                                                        |                                                                          |
| 27-3-2018                                                                | Madrid                                                                   | Spagna                                                                   | 6 – 1                                                                    | Argentina                                                                | Amichevole                                                               | -                                                                        | 59’                                                                      |
| 29-5-2018                                                                | Buenos Aires                                                             | Argentina                                                                | 4 – 0                                                                    | Haiti                                                                    | Amichevole                                                               | -                                                                        | 59’                                                                      |
| 16-6-2018                                                                | Mosca                                                                    | Argentina                                                                | 1 – 1                                                                    | Islanda                                                                  | Mondiali 2018 - 1º turno                                                 | -                                                                        | 84’                                                                      |
| 21-6-2018                                                                | Nižnij Novgorod                                                          | Argentina                                                                | 0 – 3                                                                    | Croazia                                                                  | Mondiali 2018 - 1º turno                                                 | -                                                                        | 54’                                                                      |
| 26-6-2018                                                                | San Pietroburgo                                                          | Nigeria                                                                  | 1 – 2                                                                    | Argentina                                                                | Mondiali 2018 - 1º turno                                                 | -                                                                        |                                                                          |
| Totale                                                                   |                                                                          | Presenze                                                                 | 75                                                                       |                                                                          | Reti (7º posto)                                                          | 31                                                                       |                                                                          |

### Record

#### In Serie A
- Calciatore ad aver segnato più reti (36) in una singola stagione del campionato italiano, a pari merito con Gino Rossetti e Ciro Immobile.[10][11]

#### Nel Napoli
- Calciatore ad aver segnato più reti (36) in una singola stagione di Serie A.[10]

#### Nella nazionale argentina
- Uno dei tre calciatori argentini, assieme a Guillermo Stábile e Gabriel Batistuta, ad aver segnato una tripletta in una partita del campionato mondiale di calcio.[159]

## Palmarès

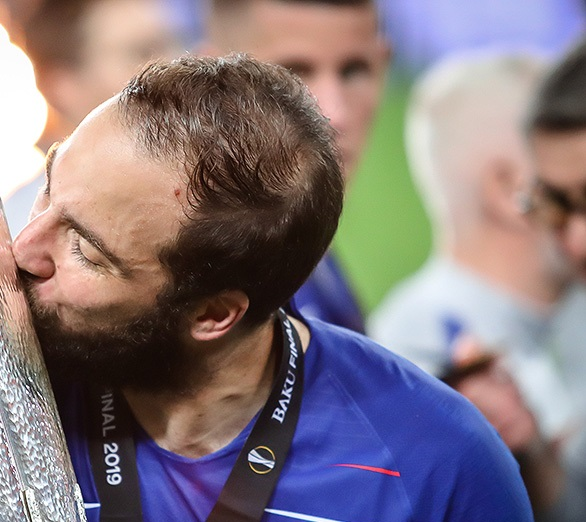
Higuaín con il trofeo della UEFA Europa League 2018-2019 vinta al Chelsea

### Club

#### Competizioni nazionali
- Campionato spagnolo: 3

Real Madrid: 2006-2007, 2007-2008, 2011-2012
- Supercoppa di Spagna: 2

Real Madrid: 2008, 2012
- Coppa di Spagna: 1

Real Madrid: 2010-2011
- Coppa Italia: 3

Napoli: 2013-2014
Juventus: 2016-2017, 2017-2018
- Supercoppa italiana: 1

Napoli: 2014
- Campionato italiano: 3

Juventus: 2016-2017, 2017-2018, 2019-2020

#### Competizioni internazionali
- UEFA Europa League: 1

Chelsea: 2018-2019

### Individuale
- Premio Clarín Deporte: 1

2006
- Equipo Ideal de América: 1

2006
- Squadra della stagione della UEFA Europa League: 2

2013-2014, 2014-2015
- Gran Galà del calcio AIC: 3

Squadra dell'anno: 2014, 2016, 2017
- Capocannoniere della Serie A: 1

2015-2016 (36 gol)
- Gol più bello dell'Europa League: 1

2015-2016
- ESM Team of the Year: 1

2015-2016